# Abraham Bockee
Abraham Bockee (* 3. Februar 1784 in Shekomeko, New York; † 1. Juni 1865 ebenda) war ein US-amerikanischer Jurist und Politiker. Er vertrat zwischen 1829 und 1831 sowie zwischen 1833 und 1837 den Bundesstaat New York im US-Repräsentantenhaus.

## Werdegang
Abraham Bockee wurde fünf Monate nach dem Ende des Unabhängigkeitskrieges in Shekomeko geboren. Er besuchte öffentliche Schulen und graduierte 1803 am Union College in Schenectady. Bockee studierte Jura in Poughkeepsie. Seine Zulassung als Anwalt erhielt er 1806 und praktizierte dort bis 1815, als er nach Shekomeko zurückkehrte. Er war in der Landwirtschaft tätig. 1820 saß er in der New York State Assembly.
Zu jener Zeit schloss er sich der Jacksonian-Fraktion an. Bei den Kongresswahlen des Jahres 1828 wurde er im fünften Wahlbezirk von New York in das US-Repräsentantenhaus in Washington, D.C. gewählt, wo er am 4. März 1829 die Nachfolge von Thomas Taber antrat. Er schied nach dem 3. März 1831 aus dem Kongress aus. Im Jahr 1832 kandidierte er erneut für einen Kongresssitz. Nach einer erfolgreichen Wahl trat er am 4. März 1833 die Nachfolge von Edmund H. Pendleton an. Er wurde einmal wiedergewählt und schied nach dem 3. März 1837 aus dem Kongress aus. Als Kongressabgeordneter hatte er den Vorsitz über das Committee on Agriculture (23. und 24. Kongress).
Danach saß er zwischen 1840 und 1844 im Senat von New York. 1843 wurde er zum Richter am Appellationsgericht (Court of Errors) gewählt. Dann war er 1846 der erste Richter am Dutchess County Court. Er verstarb im letzten Jahr des Bürgerkrieges am 1. Juni 1865 in Shekomeko und wurde dann auf seinen Anwesen in der Nähe beigesetzt.